# Пилот (Кости)
Пилотный эпизод (англ. Pilot) — первая серия американского телесериала «Кости», премьера которого состоялась 13 сентября 2005 года на канале FOX. Режиссёром стал Грег Яйтанс, а сценарий написал Харт Хэнсон. Эпизод вводит двух основных героев сериала, доктора Темперанс Бреннан (Эмили Дешанель) и специального агента ФБР Сили Бута (Дэвид Борианаз), и показывает их сотрудничество в решении дел, связанных с идентификацией человеческих останков.

## Сюжет
После двух месяцев, проведённых в Гватемале на опознании жертв геноцида, известный судебный антрополог доктор Темперанс Бреннан возвращается в Вашингтон. В аэропорту её задерживает агент Национальной безопасности, обнаружив в сумке доктора Бреннан человеческий череп. Прибывший Специальный агент ФБР Сили Бут освобождает свою напарницу. Однако, Бреннан догадалась, что её задержание было подстроено Бутом.
В водоёме Арлингтонского национального кладбища был обнаружен труп. Бреннан и её ассистент, Зак Эдди (Эрик Миллеган), определяют, что жертвой является женщина в возрасте от 18 до 22 лет, игравшая в теннис. Вернувшись в Джефферсонский институт Бреннан спорит со своим босом, доктором Дэниэлом Гудманом, об неуважении ФБР её команды.
В судебно-медицинской лаборатории Джефферсонского института Темперанс Бреннан изучает останки, пока её коллеги пытаются найти сходства между собой и героями её новой книги «Bred in the Bone». Доктор Джек Ходжинс (Т. Д. Тайн), энтомолог, говорит Бреннан, что жертва находилась в пруду на протяжении двух лет. Также, с останками он нашёл фрагменты костей травяной лягушки. Энджела Монтенегро (Микаэла Конлин), судебный художник, при помощи созданной ею компьютерной программе «Ангелатор», сделала трёхмерную голографическую реконструкцию черепа. Была установлена личность погибшей, которую звали Клео Луиза Эллер. Эллер была стажёром в Сенате и, по слухам, крутила роман с сенатором Бетлеемом.
Бут, несмотря на сомнения напарника, утверждает, что сенатор не единственный подозреваемый. Помощник Бетлеема, Кен Томпсон, был другом Клео. Заместитель директора ФБР Каллен хочет, чтобы расследованием дела занималась специальное подразделение, а не «дама из лаборатории».
На основе микрочастиц из черепа Клео, Ходжинс определяет, что её череп, возможно, был разбит на цементом полу с кизельгуром. Также, Ходжинс установил, что жертва принимала лекарства от беременности. Бреннан в свою очередь поняла, что найденные с останками Клео кости принадлежали не лягушке, а младенцу.
Ходжинс, сторонник теории заговора, убеждает Темперанс о безнаказанности сенатора, так как он имеет влияние, чтобы помешать следствию. Заместитель директора ФБР отстраняет Бута от дела, но Бреннан отказывается сдаваться. С помощью своих коллег она узнаёт, что Клео Эллер убил Кен Томпсон, опасаясь скандала с её беременностью.

## Производство
Несмотря на то, что действие серии происходит в Вашингтоне, съёмки проходили главным образом в Лос-Анджелесе, Калифорния. Первая сцена с Анджелой Монтенегро и Темперанс Бреннан, в Международном аэропорте Даллеса, снималась в Los Angeles Convention Center, в то время как приземление самолёта было снято на Вашингтонском международном аэропорту имени Рональда Рейгана.
Сценарист Харт Хэнсон в одном из интервью заявил, что первый эпизод сериала «Кости» создан на основе дела об убийстве стажёра Чандры Леви в мае 2001 года.

## Рейтинг
Пилотный эпизод сериала посмотрели 10.8 миллионов зрителей, средний возраст которых был от 18 до 49 лет. По количеству зрителей первой серии «Кости» превзошёл показатель телесериала «24 часа».
На основе первой серии издание New York Magazine описало шоу, как «лучшую драму в новом сетевом сезоне» и «сексуальную вариацию телесериала «CSI»».

## Музыка
- "Collide" — Хоуви Дэй — сцена реконструкции Бреннан черепа
- "Teardrop" — «Massive Attack» — сцена в доме сенатора
- "Gone" — «Thirteen Senses» — сцена похорон